# Методика 4х4
Методика «4х4» (англ. 4x4 method of strategic planning) — методика управления портфелем проектов, помогающая руководителям в достижении устойчивых, согласованных результатов работы возглавляемых ими служб и подразделений. Процесс был назван «4х4» потому, что он предусматривает проведение стратегического планирования в два этапа по 4 дня каждый.
Методика была разработана в рамках теории ограничений доктора Элияху Голдратта.

## Проблемы, решаемые методом «4х4»
Процесс разработки плана стратегического развития компании сложен по своей природе. Есть некоторые проблемы с которыми сталкиваются руководители при разработке стратегических планов, среди которых:
1. Отсутствие общего языка между руководителями разных функциональных подразделений
2. Нередко утрачивается комплексное видение проблем организации.
3. В организации запущено слишком большое количество проектов, которые невозможно выполнять одновременно
4. Портфель проектов зачастую не сбалансирован

Для преодоления подобного рода проблем на пути к эффективному стратегическому планированию была создана методика «4х4», помогающая руководителям в достижении устойчивых, согласованных результатов работы возглавляемых ими служб и подразделений. Процесс был назван «4х4» потому, что он предусматривает проведение стратегического планирования в два этапа по 4 дня каждый.

## Этапы процесса «4х4»

### Первый этап
Первый этап, также разбивающийся в свою очередь на 4 однодневные составляющие, нацелен на выработку общей терминологии и единого понимания высшим руководством целей, задач, проблем и особенностей организации. Первый этап процесса состоит в изучении 8-ми основных подсистем организации:
1. Операции
2. Финансы
3. Конструкторно-технологические службы
4. Закупки
5. Маркетинг
6. Сбыт
7. Управление кадрами
8. Стратегия

Таким образом, по истечении первых 4-х дней функциональные руководители имеют возможность сложить некую целостную картину проблем организации, основанную на детальном изучении перечисленных выше подсистем конкретной организации. На данном этапе изучаются также некоторые теоретические выкладки касательно каждой подсистемы, которые впоследствии могут быть использованы при решении проблем.
После этого можно переходить ко второму этапу процесса, который также длится 4 дня.

### Второй этап
Он заключается как раз таки в самом стратегическом планировании. Процесс «4х4» подразумевает 4-х дневный цикл разработки стратегического плана, причём для каждого из первых трех дней установлены собственные цели и сроки, а четвёртый день служит резервом, позволяющим компенсировать сдвиги по времени при решении задач предыдущих трех дней. Результаты работы каждый день документируются, что позволяет руководителям разных функциональных блоков получать полную информацию о состоянии дел во всей команде.

#### Первый день планирования
Каждый функциональный руководитель должен выделить главную проблему в его отделе, мешающую достижению поставленных высшим руководством целей. Более того, долен быть оценен тот эффект, полученный от устранения данной проблем, с точки зрения производительности, инвестиций и текущих расходов организации.
После чего вся группа приступает к анализу таких главных проблем по каждому отделу с целью выявить общую первопричину всех этих проблем, а именно то, что связывает всех них. Решение этой корневой проблемы позволит решить и все проблемы по отдельности.

#### Второй день планирования
Задача второго дня планирования — выдвижение дополнительных соображений по преодолению всех, без исключения, выявленных проблем. В течение этого дня каждый руководитель работает над своей проблемой. Найдя пути преодоления проблемы, оно предоставляется на всеобщее обсуждение. Таким образом, руководители различных подразделений могут глубоко изучить проблемы своих коллег. В итоге, к концу второго дня, руководители служб располагают набором идей, которые с высокой вероятностью способны обеспечить достижение целей организации.

#### Третий день планирования
На протяжении третьего дня все выдвинутые идеи отражаются в обобщенном плане. Для этого проводится их детализация, определение последовательности действий, распределение ответственности и оценка продолжительности каждой работы. Определяются проекты, которые должны быть выполнены, и те из них которые стоит пока отложить. Таким образом формируется некий портфель стратегических проектов, после чего проводится приоритизация проектов внутри портфеля.
Таким образом, план стратегического развития подготовлен. Для успешного его выполнения постоянно отслеживается ход его выполнения, а также сам он подвергается обновлению и пересмотру.